# Comuna de Jerzmanowice-Przeginia
Jerzmanowice-Przeginia (polaco: Gmina Jerzmanowice-Przeginia) é uma gminy (comuna) na Polónia, na voivodia de Pequena Polónia e no condado de Krakowski. A sede do condado é a cidade de Jerzmanowice.
De acordo com os censos de 2004, a comuna tem 10 426 habitantes, com uma densidade 152,4 hab/km².

## Área
Estende-se por uma área de 68,39 km², incluindo:
- área agricola: 85%
- área florestal: 9%

## Demografia
Dados de 30 de Junho 2004:
|                      | Total   | Total | Mulheres | Mulheres | Homens  | Homens |
| -------------------- | ------- | ----- | -------- | -------- | ------- | ------ |
|                      | pessoas | %     | pessoas  | %        | pessoas | %      |
| População            | 10 426  | 100   | 5257     | 50,4     | 5169    | 49,6   |
| Densidade (pop./km²) | 152,4   | 100   | 76,9     | 76,9     | 75,6    | 75,6   |

De acordo com dados de 2002, o rendimento médio per capita ascendia a 1222,91 zł.

## Comunas vizinhas
- Krzeszowice, Olkusz, Skała, Sułoszowa, Wielka Wieś, Zabierzów